# Sigma-Aldrich
La Sigma-Aldrich Corporation era una compagnia statunitense che si occupava di biochimica e biotecnologia. Nel settembre 2014 è stata annunciata la sua acquisizione da parte della Merck KGaA, con una valutazione di 13,1 miliardi di euro, e l'acquisizione è stata completata nel novembre 2015.